# Albrycht Stanisław Radziwiłł
brasão
Albrycht Stanisław Radziwiłł, em lituano: Albrechtas Stanislovas Radvila (Olyka, 1 de julho de 1593 – Gdańsk, 12 de novembro de 1656), foi um szlachcic polaco-lituano, um duque e um político da República das Duas Nações.Chanceler lituano a partir de 1619, e starosta de Vilnius a partir de 1623, membro da poderosa família Radziwiłł, cujo lema era O Senhor é Nosso Consultor (polonês: Bóg nam radzi). Durante a sua vida ele foi um dos políticos mais influentes da República. Católico, defensor incondicional da Contra-Reforma e inimigo dos protestantes.

## Biografia
Ele nasceu em 1 de julho de 1593 na mansão da família em Olyka. Filho de Stanisław Pius Radziwiłł e de Marianna Myszka. Durante a sua vida ele adquiriu muitos importantes cargos na República das Duas Nações, alguns deles hereditários. Além de administrar a propriedade da família em Olyka, na Volínia (ordynacja ołycka),  ele cuidava da política externa e dos assuntos internos do Grão-Ducado da Lituânia, uma vez que ele detinha o posto de sub-chanceler da Lituânia (desde 1619), grão-chanceler da Lituânia e starosta de Vilnius (desde 1623), bem como também starosta de Kovel, Tuchola, Gniew, Pinsk, Wieluń, Daugavpils, Kobryn e Šiauliai.

Brasão de armas Trąby

Partidário do Rei da Polônia e Grão-Duque da Lituânia Sigismundo III Vasa, ele freqüentemente se opunha a seu filho e sucessor, Władysław IV Vasa em relação a assuntos de religião. Władysław era condescendente para com os protestantes e encorajava a tolerância religiosa, enquanto que Albrycht era um opositor ferrenho de todos aqueles que não eram católicos, chegando às vezes a se recusar a colocar o seu selo de chanceler nos documentos que lhes garantissem direitos e privilégios. Ele foi também um patriota do Grão-Ducado: sempre lutava para que não houvesse discriminação para com seus compatriotas e eles tivessem a mesma representatividade na estrutura política federal da República, da mesma maneira que ele tentava fazer com que os não católicos tivessem cada vez menos representações dentro dela. Na sua oposição aos 'hereges' ele teve o apoio do Chanceler Jerzy Ossoliński. Era simpatizante da facção dos Habsburgos e apoiou a rainha Cecília Renata, esposa de Władysław, uma descendente dos Habsburgos.
Assim como os demais Radziwiłłs, ele foi famoso pelo apoio dado a seus parentes: ele não deixou de zelar pelos interesses de seus primos calvinistas, apesar de ter a reputação de opositor dos 'hereges'.
Apesar de ter sido um dos mais poderosos magnatas da República das Duas Nações, não deixou herdeiros, mesmo tendo realizado dois casamentos (com Regina von Eisenreich em 1619, dama de honra da Rainha Constância e após a sua morte em 1637 com Anna Krystyna Działyńska (z Lubomirskich) em 1638).
Durante os últimos anos de sua vida, Radziwiłł escreveu o diário Memoriale rerum gestarum in Polonia (Memórias ou Diário da História da Polônia) abrangendo os anos de 1632 a 1656. Este livro é talvez o seu mais importante legado.
Morreu sem deixar filhos em 12 de novembro de 1656. Seus bens foram herdados pelo ramo da família Radziwiłł de Nieśwież.